# Рябоконь, Василий Фёдорович
Василий Фёдорович Рябоконь (1890, станица Новониколаевская, Таманский отдел, Кубанская область, Российская империя—октябрь 1925, Екатеринодар) — деятель казачьего повстанческого движения на Кубани.

## Биография
Родом из казачьей семьи. Службу начал в Полтавском полку в Тифлисе. В 1918 году вернулся в родные места, был членом Лебединского Совета, однако из-за разногласий с большевиками сразу после прихода белых примкнул к Белому движению, был зачислен во Второй Уманский полк.
В 1920 году красные заняли его родные места и убили его родителей. Сам Рябоконь скрывался до прихода врангелевского десанта в августе 1920 года, к которому примкнул. Был командиром 3-й сотни в полку «Спасение Кубани» полковника С. В. Скакуна.
При отступлении белых, по поручению генерала С. Улагая, сформировал антисоветскую повстанческую группу, которая в 1920—1925 годы  совершала налёты на хутора и уничтожала красных активистов. Укрывшись со своим отрядом  в непроходимых плавнях, поросших высоким и густым камышом и чаканом (рогоз широколиственный), которые примыкают к Азовскому морю,  он начал вести партизанскую войну с новой советской властью, которая продолжалась вплоть до 1925 года.
В ходе операции, которую организовал чекист И. Малкин, отряд был разгромлен осенью 1925 года, а Рябоконь был осуждён и расстрелян в октябре того же года.
Благодаря личной храбрости, смекалке и внезапности нападений на советских активистов вокруг его имени образовалось много героических  рассказов и легенд, которые жители станиц передавали из поколения в поколение.

## Комментарии
1. ↑  По другим данным он родился  в станице  Гривенской (она же – Ново-Нижестеблиевская)